# نخل سونخا
نخل سونخا (نام علمی: Parajubaea sunkha) نام یک گونه از سرده پیراشیلی‌نخل‌ها است.